# Kartenhaus (Geschicklichkeitsspiel)

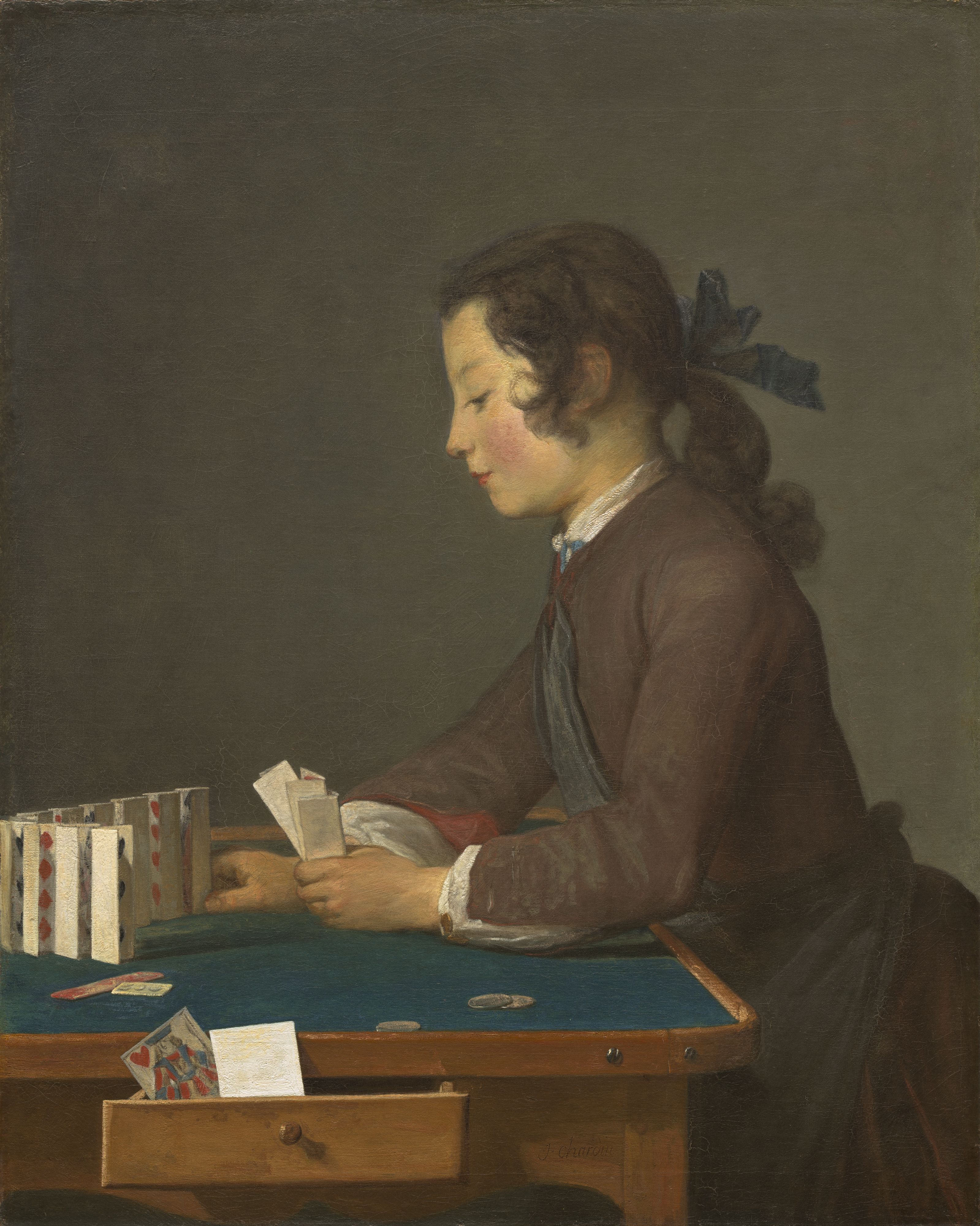
Das Kartenhaus, Jean Siméon Chardin, um 1735

Ein Kartenhaus wird aus Spielkarten, Bierdeckeln oder Dominosteinen errichtet und ist ein recht instabiles Bauwerk.

## Geschichte

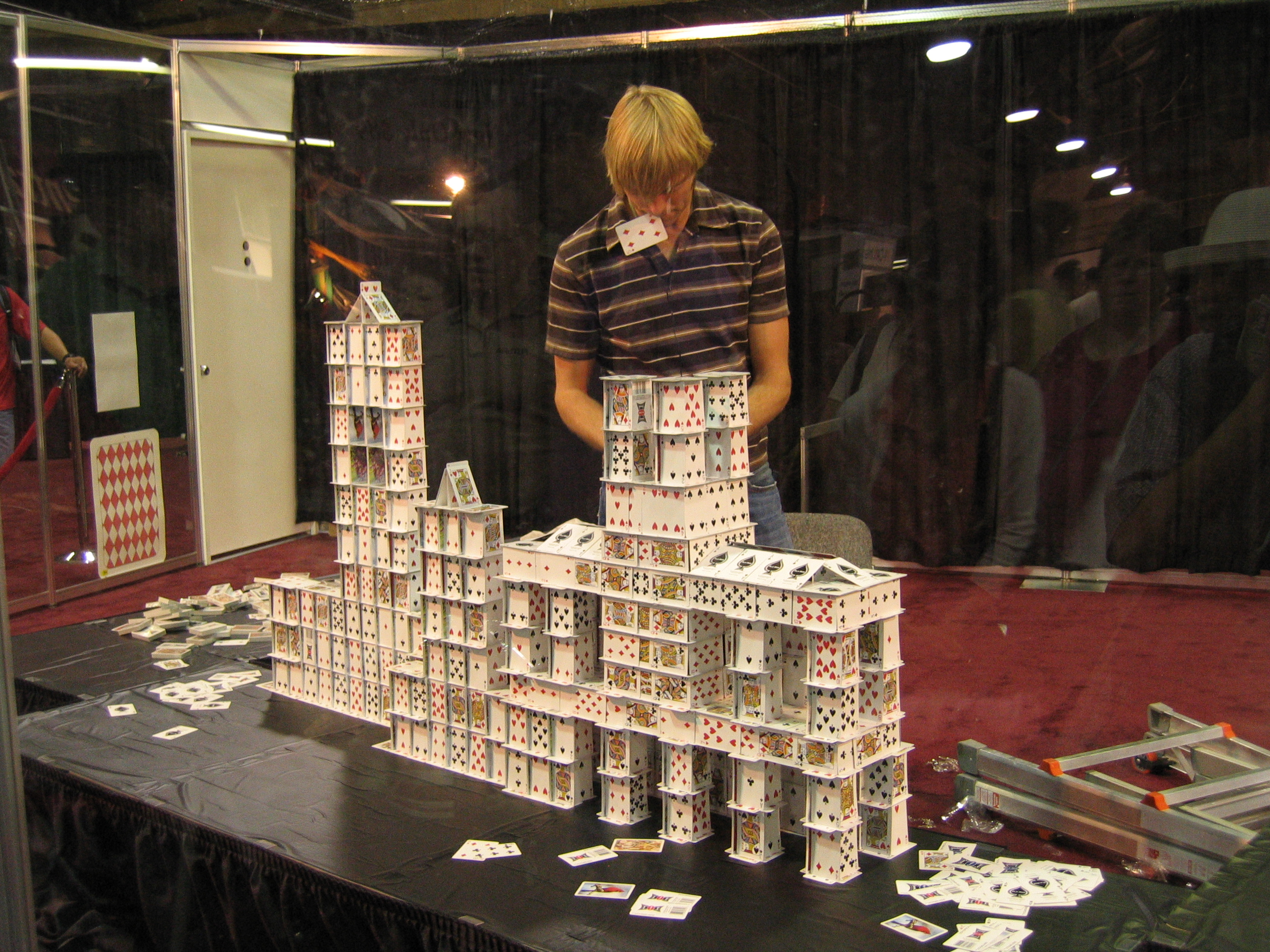
Bryan Berg mit einem Kartenhaus

Eine Kulturgeschichte des Kartenhausbaus ist nicht bekannt. Doch die Redewendung, dass etwas einstürzt wie ein Kartenhaus ist seit dem 19. Jahrhundert belegt. Es entstand vermutlich, um Kindern bei Familienfeiern, Taufen oder Hochzeiten die Zeit zu verkürzen, während sich die Erwachsenen nach dem Essen unterhalten haben.
Kartenhäuser werden aus Zeitvertreib oder zur Übung der Konzentration gebaut. Manche psychologische und motorisch orientierte Tests für Vorschulkinder enthalten das Bauen eines Kartenhauses. Wenn das Kartenhaus nicht schon bei der Errichtung in sich zusammenfällt, kann man noch abwechselnd versuchen, Karten aus dem Kartenhaus zu entfernen. Beispielsweise beim kleinen Kartenhaus (siehe Abschnitt Aufbau) kann man eine der beiden unteren Karten in der Mitte wahrscheinlich entfernen, ohne dass es zusammenfällt.
Am 6. November 1999 überbot Bryan Berg in Berlin seinen eigenen Weltrekord für das höchste Kartenhaus: Sein neuer Rekord besteht aus einem 7,71 Meter hohen Haus mit 91.800 Karten in 131 Stockwerken.

## Aufbau

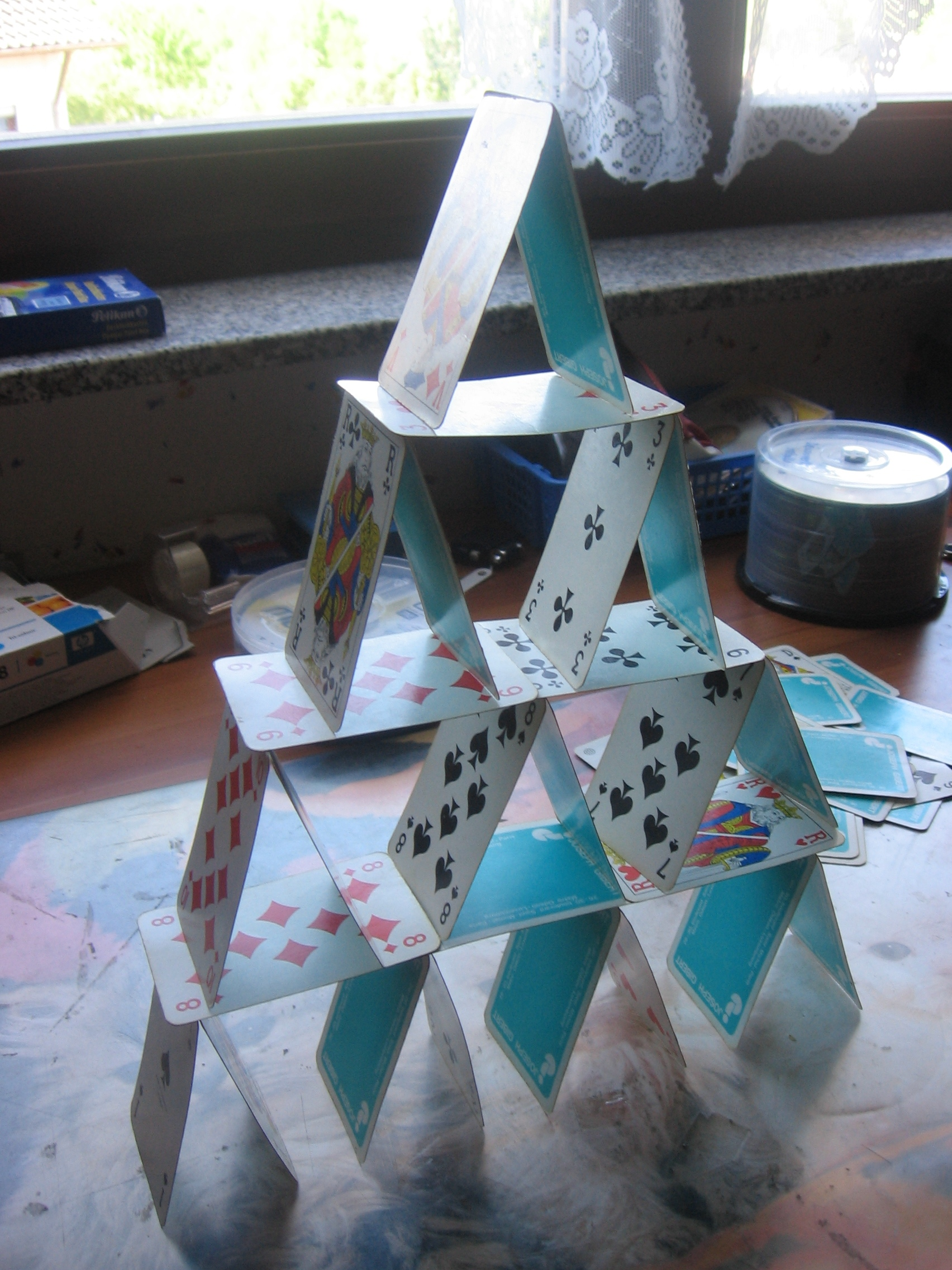
Ein Kartenhaus, wie im Abschnitt Aufbau beschrieben

1.) Zuerst werden zwei Karten aneinandergelehnt:
```
 /\
/  \
```

2.) Dann werden zwei weitere Karten daran gestellt, die ebenfalls aneinander gelehnt werden:
```
 /\  /\
/  \/  \
```

3.) Der Zwischenraum wird mit einer Karte horizontal überbrückt:
```
  ----
 /\  /\
/  \/  \
```

4.) Auf der so entstandenen Plattform werden zwei Karten wie unter 1.) beschreiben gestellt:
```
   /\
  /  \
  ----
 /\  /\
/  \/  \
```

## Berechnung der Kartenanzahl
Bei diesem typischen Aufbau eines Kartenhauses werden für jedes weitere Stockwerk zwei Karten für die Basis, drei Karten zum Ausbau je bisheriges Stockwerk und drei Karten für das Dachgeschoss benötigt. Es werden also {\displaystyle 3n-1} weitere Karten benötigt, wobei n die Nummer des neuen Stockwerks darstellt, das heißt, es werden für ein Kartenhaus mit {\displaystyle n\in \mathbb {N} } Stockwerken {\displaystyle \sum _{k=1}^{n}(3k-1)} Karten für den Bau benötigt. Der Wert dieser Summe beträgt {\displaystyle {1 \over 2}n(3n+1)}.

Mit {\displaystyle x\in \mathbb {N} } Karten kann man also {\displaystyle n=\left\lfloor {\frac {{\sqrt {24x+1}}-1}{6}}\right\rfloor } Stockwerke bauen.

## Das Spiel für zwei oder mehr Personen
Das Bauen eines Kartenhauses kann auch als Geschicklichkeitsspiel für zwei oder mehr Personen gespielt werden: Jeder Spieler muss, sobald die Reihe an ihm ist, das Kartenhaus um zwei Karten erweitern.
Es wird solange gebaut, bis dass das Haus zusammenfällt oder alle Karten verbraucht sind. Ist das Kartenpaket vollständig verbraucht, so müssen die Spieler reihum jeweils zwei Karten entfernen. – Der Spieler, bei dessen Aktion das Haus einstürzt, hat verloren.

## Redewendung

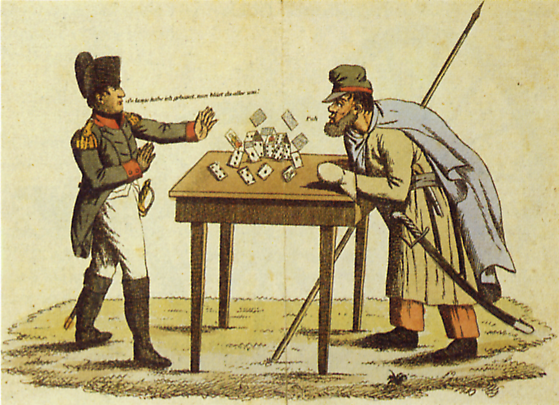
Napoleons System fällt wie ein Kartenhaus zusammen

Die Redewendung es stürzte ein (oder wird zusammenfallen) wie ein Kartenhaus meint, dass eine Sache oder eine Hoffnung jäh zunichtegemacht  wird oder ein gefährliches Ende nehmen wird.

## Das Kartenhaus in der Literatur

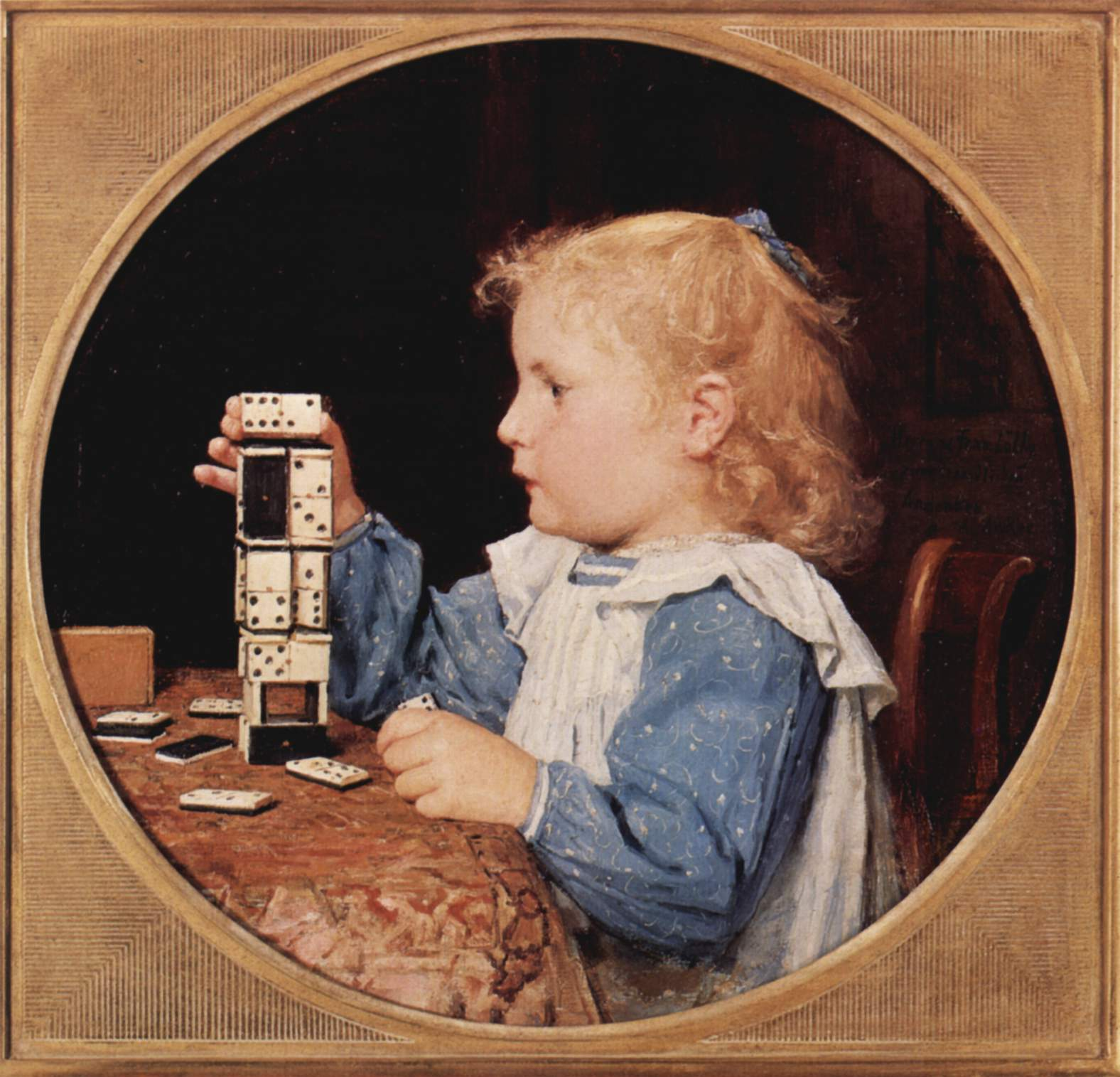
Albert Anker: Das Mädchen mit den Dominosteinen, 2. Hälfte des 19. Jh.

Das Kartenhaus in der Literatur ist ein poetisches Bild der Hinfälligkeit, ein Topos, der vor allem in der Literatur des Sturm und Drang häufige Verwendung findet, so zum Beispiel in Friedrich Maximilian Klingers Drama „Sturm und Drang“, ferner auch bei Gotter, Johann Wolfgang von Goethe und Friedrich Schiller.